# 溝口月耕
溝口 月耕（みぞぐち げっこう、生没年不詳）は、明治時代の洋画家・版画家。

## 来歴
尾張国海東郡万場村（現・愛知県名古屋市中川区）出身。川上冬崖の門人である。安政6年（1859年）には「伊藤両村先生画像」（豊明市指定文化財）を描いた。明治期には産業関係の版画の版下絵を描いた。

## 作品
- 「大日本国産童蒙一覧」
  - 横判、揃物、1872年（明治5年）から1876年（明治9年）
  - 中島仰山、狩野良信、宮本三平らと合作。月耕は香蕈一覧、素麺一覧、蜜蜂一覧、生糸製法、稲米一覧、青花紙一覧、畳表一覧、白柿并柿油一覧、教草蜂蜜一覧などを描いている。